# Émile Muller
Émile Muller (* 20. April 1915 in Mülhausen, Elsass-Lothringen; † 11. November 1988 ebenda) war ein französischer sozialdemokratischer Politiker.
Zunächst war Muller als Schriftsetzer und dann als Direktor einer Druckerei tätig. Er setzte sich politisch ein und trat der sozialdemokratischen Partei Section française de l’Internationale ouvrière bei. Über einen langen Zeitraum, von 1956 bis 1981, war er Bürgermeister von Mülhausen (fr.: Mulhouse). Von 1958 bis 1962 saß er für die Sozialisten im Generalrat des Départements Haut-Rhin. Als Reaktion auf die Zusammenarbeit der SFIO mit der Parti communiste français (Kommunistische Partei) trat er 1970 aus der Partei aus. Er wiederum gründete zusammen mit einem ehemaligen Kommunisten, Auguste Lecœur (1911–1992), die Parti de la démocratie socialiste (Partei der Sozialistischen Demokratie). Zwischen 1973 und 1978 saß er für das Mouvement réformateur (Reformbewegung), ein Parteienbündnis, dem seine Partei angehörte, erneut im Generalrat. Im Dezember 1973 war er Mitbegründer und Vizepräsident der Parti social-démocrate. Bei der Präsidentschaftswahl 1974 trat er an und kam auf 0,69 Prozent der Stimmen. Von 1978 bis 1983 war Muller erneut Mitglied des Generalrats, dieses Mal für die konservativ-zentristische Partei UDF.
| Personendaten    | Personendaten           |
| ---------------- | ----------------------- |
| NAME             | Muller, Émile           |
| KURZBESCHREIBUNG | französischer Politiker |
| GEBURTSDATUM     | 20. April 1915          |
| GEBURTSORT       | Mülhausen               |
| STERBEDATUM      | 11. November 1988       |
| STERBEORT        | Mülhausen               |